# Kōshi, Kumamoto
Kōshi (japanska: 合志市?, Kōshi-shi) är en stad i Kumamoto prefektur i Japan. Staden skapades 2006 genom en sammanslagning av kommunerna Kōshi och Nishigōshi.